# Tramwaje w Edynburgu

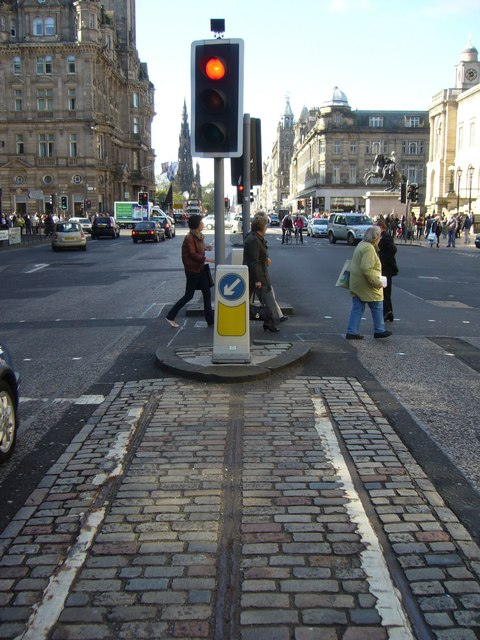
Stare torowisko na Waterloo Place

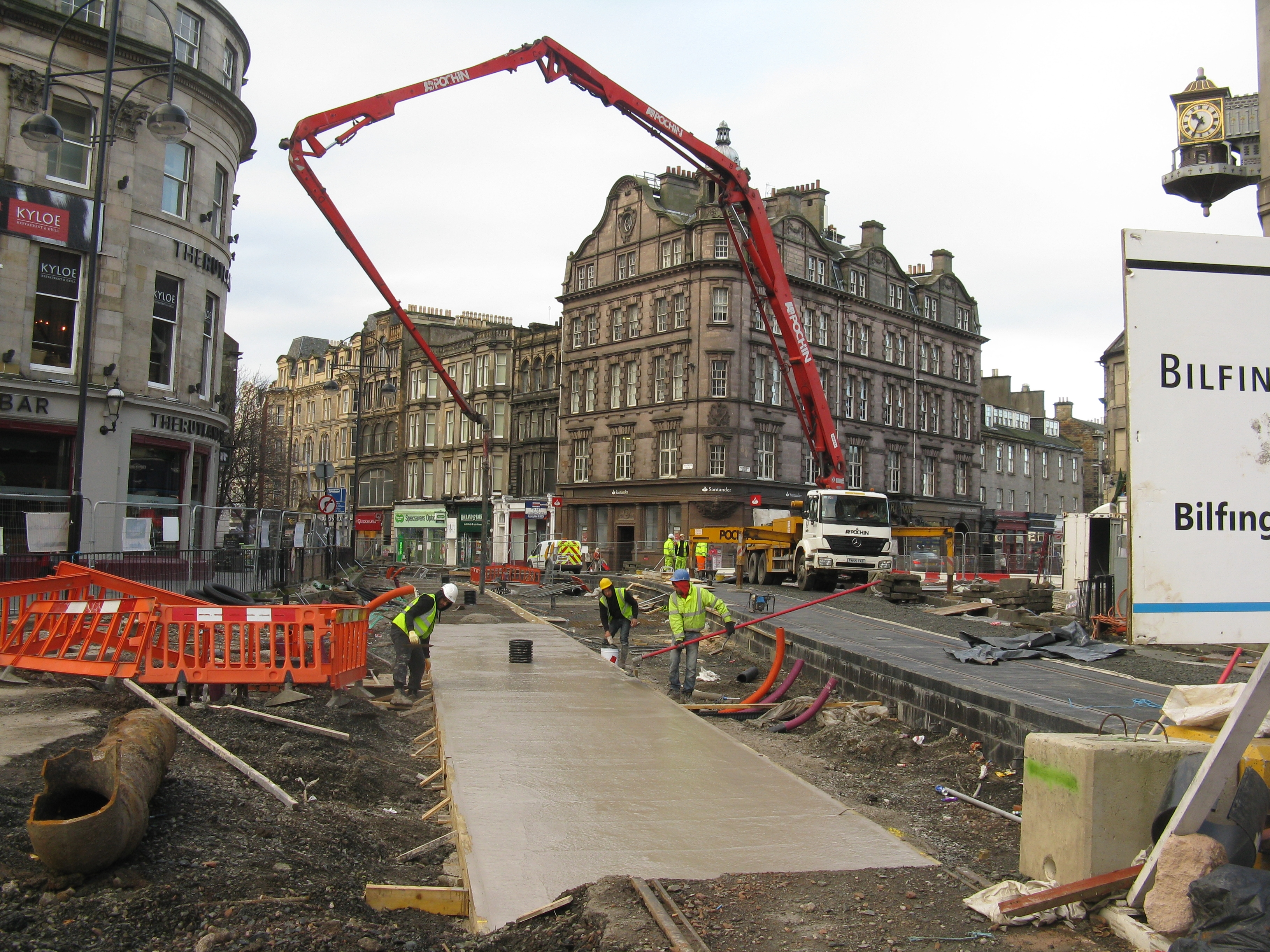
Budowa torowiska

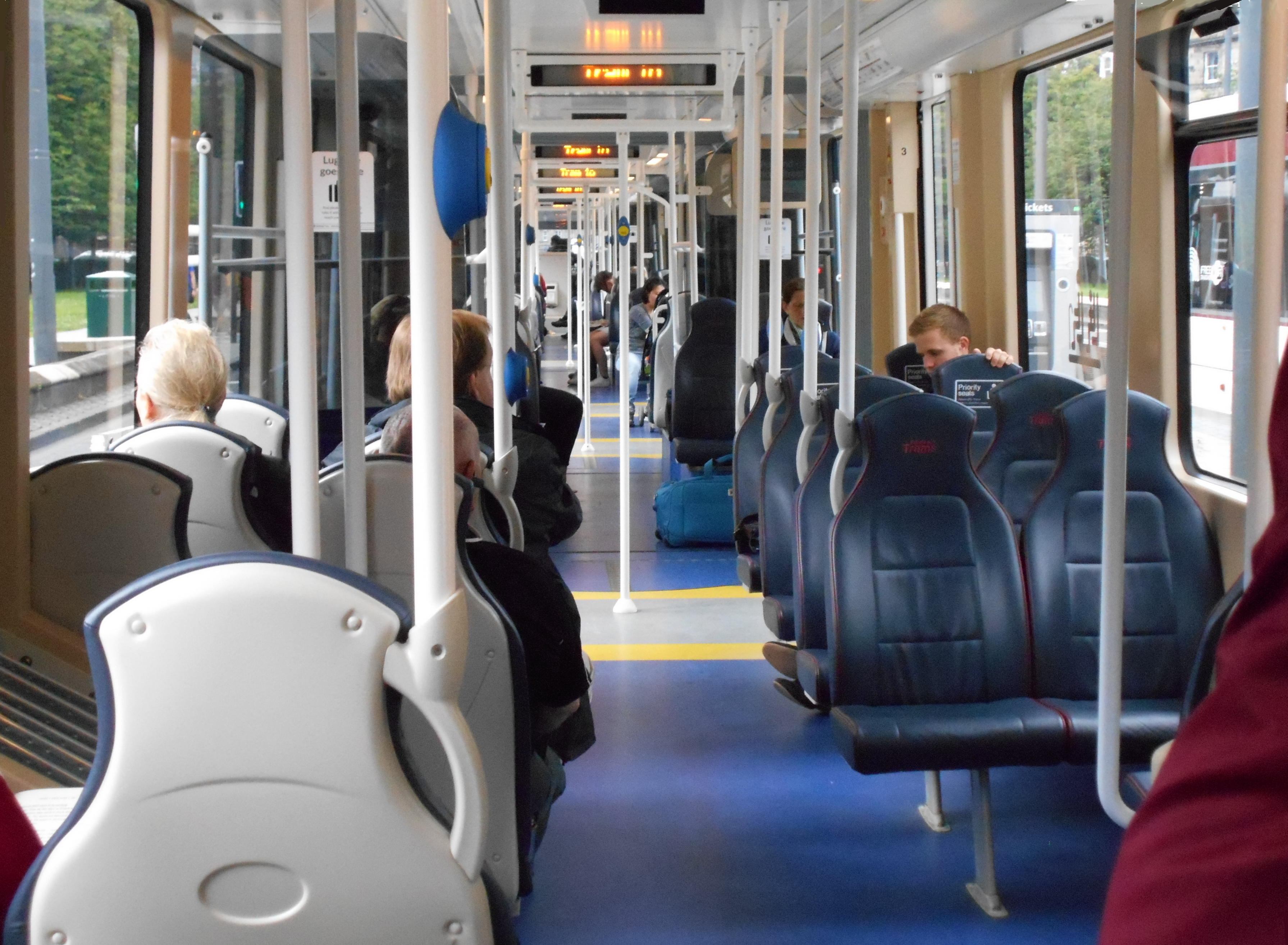
Wnętrze składu

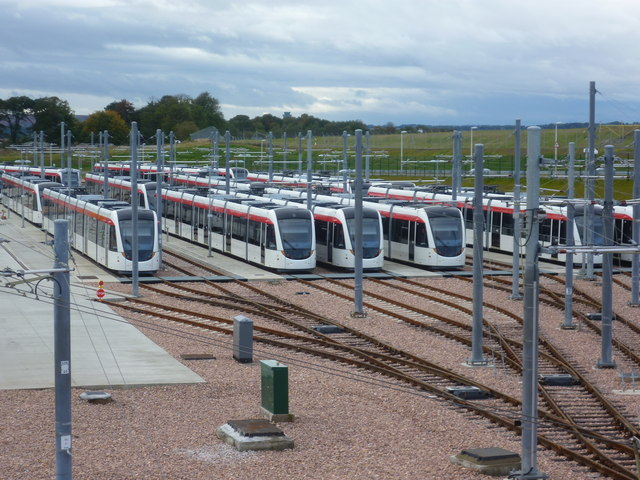
Zajezdnia tramwajowa Gogar

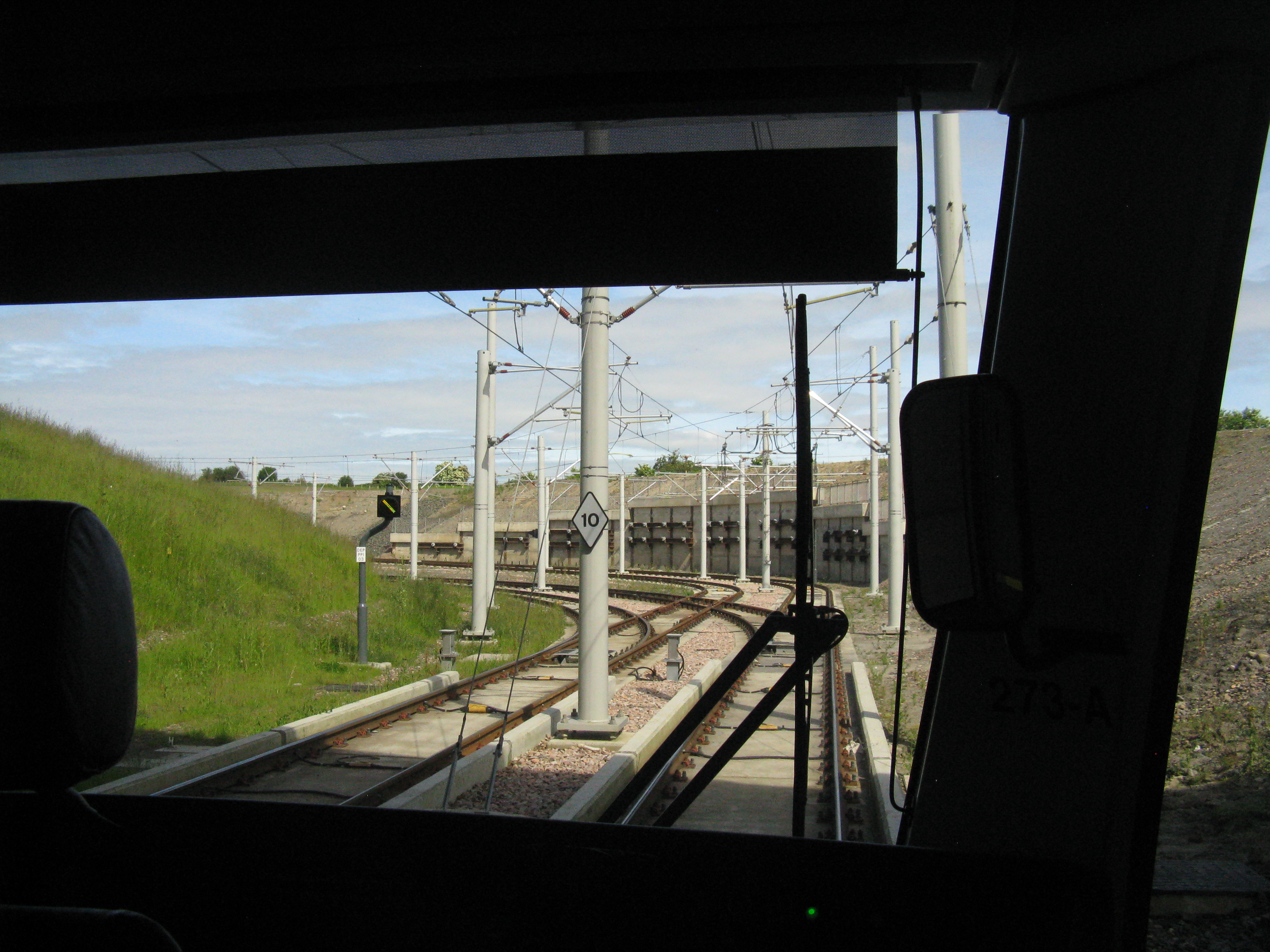
Widok ze stanowiska motorniczego (tył składu)

Tramwaje w Edynburgu – system komunikacji tramwajowej działający w Edynburgu, stolicy Szkocji, w latach 1871–1956, uruchomiony ponownie w 2014

## Historia
Początkowo po trasach poruszały się tramwaje konne, które uruchomiono w 1871, następnie pojawiły się wozy napędzane linami (od 1888), a w 1905 wprowadzono tramwaje elektryczne. Wagony, podobnie jak autobusy, były piętrowe. Zachowane wagony tego typu można obejrzeć w Muzeum Transportu w Glasgow. W 1922 podjęto decyzję o likwidacji tramwajów linowych i zastąpieniem ich przez tramwaje elektryczne. Ostatnie linie tramwajów linowych zlikwidowano w czerwcu 1923.
Tramwaje wycofano z tras 16 listopada 1956, lecz w 2007 roku po zakończonym przetargu rozpoczęło się przedsięwzięcie przywrócenia tramwajów Edynburgowi.
Po wyborach lokalnych w 2007 zwycięska partia SNP zastopowała realizację projektu. Spotkało się to jednak z dużą krytyką mediów i społeczeństwa. Po ponownym przeanalizowaniu nowe władze zezwoliły na kontynuację budowy. Uruchomienie pierwszej linii planowane było w lipcu 2011, jednak wystąpiły opóźnienia w realizacji projektu. Ostatecznie sieć ponownie uruchomiono 31 maja 2014. Koszt inwestycji wyniósł 776 milionów funtów - o 309 milionów więcej, niż pierwotnie zakładano. Pierwotnie pierwsza linia miała mieć 18,2 km długości, 22 przystanki i kończyć się w porcie, lecz skrócono ją do 14 km, 15 przystanków, a swój koniec ma w ścisłym centrum Edynburga. Wspomniane niedociągnięcia wraz z innymi zaniedbaniami spotkały się z krytyką. 

## Tabor
Dla budowanego systemu zostało zakupionych za 40 mln funtów szterlingów 27 tramwajów CAF. Składy zostały wyprodukowane w mieście Beasain w Hiszpanii. Każdy tramwaj jest dwukierunkowy, dwustronny, całkowicie niskopodłogowy oraz siedmioczłonowy o długości 42,8 m i 2,65 m szerokości. W tramwaju jest 78 miejsc siedzących, 255 stojących i 2 miejsca na wózki inwalidzkie. Pojazdy wyposażone są w monitoring wizyjny.
Pierwszy tramwaj przekazano władzom miasta 27 kwietnia 2010. Z powodu opóźnień przy budowie linii i zajezdni tramwaje testowano w niemieckim mieście Wildenrath

## Trasa
Obecnie jedyna linia ma 16 przystanków:
| Zdjęcie | Nazwa                     | Przesiadki                                            |
| ------- | ------------------------- | ----------------------------------------------------- |
|         | York Palace               |                                                       |
|         | St Andrew Square          | Lothian Buses Edinburgh Bus Station Edynburg Waverley |
|         | Princes Street            |                                                       |
|         | West End - Princes Street |                                                       |
|         | Haymarket                 | Lothian Buses Edynburg Haymarket Scottish Citylink    |
|         | Murrayfield Stadium       |                                                       |
|         | Balgreen                  |                                                       |
|         | Saughton                  |                                                       |
|         | Bankhead                  |                                                       |
|         | Edinburgh Park Station    | Edynburg Park                                         |
|         | Edinburgh Park Central    |                                                       |
|         | Gyle Centre               |                                                       |
|         | Edinburgh Gateway         | Edynburg Gateway                                      |
|         | Gogarburn                 |                                                       |
|         | Ingliston Park & Ride     | Lothian Buses                                         |
|         | Edinburgh Airport         | Edinburgh Airport                                     |

## Plany rozwoju

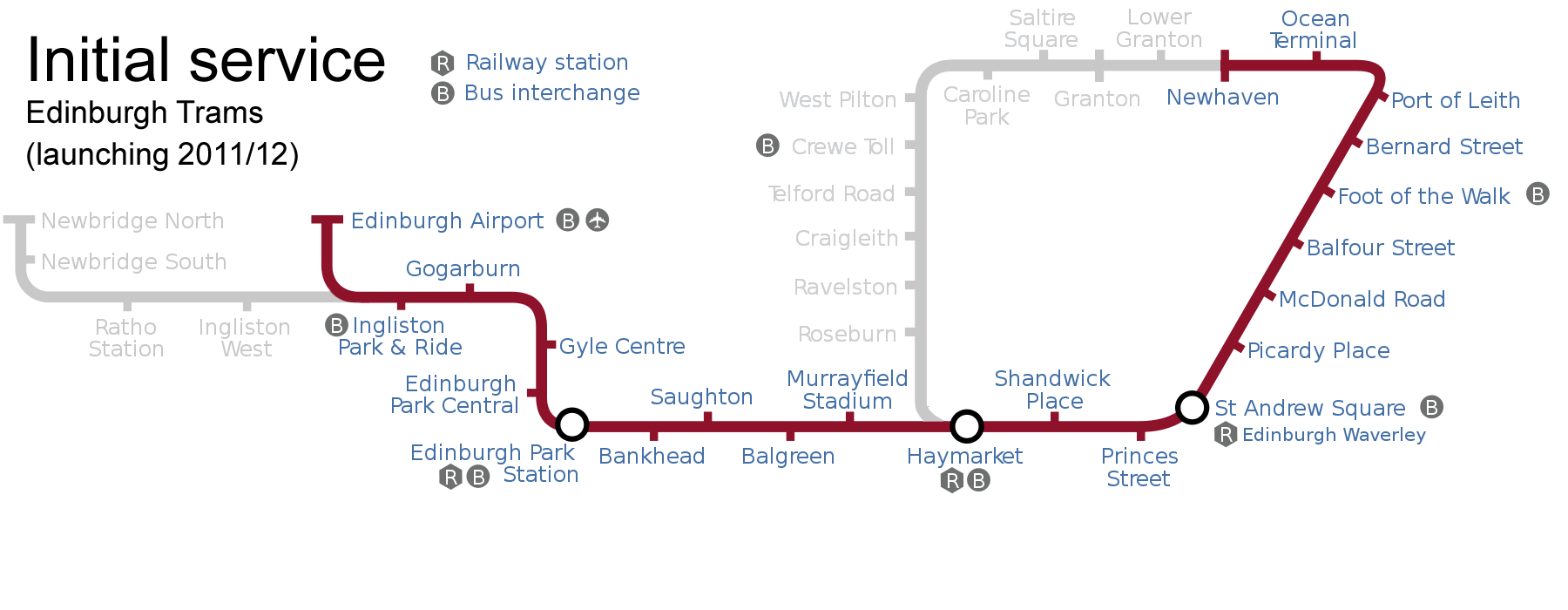
Trasa po rozbudowie miałaby być pierwotnie planowaną trasą tramwaju

W związku ze wzrastająca liczbą pasażerów ratusz miejski zaczął rozważać istniejące już wcześniej plany rozbudowy sieci tramwajowej. Rozpatrywano przedłużenie linii w dół Leith Walk z ewentualnym przedłużeniem do centrum handlowego Ocean Terminali i dzielnicy Newhaven, gdzie pierwotnie miała kończyć się linia. W listopadzie 2015 roku rada miasta zgodziła się na rozwinięcie linii do Newhaven.. Przedsiębiorstwo autobusowe Lothian Buses stwierdziło, że może dofinansować projekt 20 milionami funtów. Partia SNP, wcześniej przeciwna powiększeniu sieci tramwajowej, przed wyborami do rady miasta w maju 2017 również zadeklarowała poparcie dla planu rozbudowy jeśli projekt będzie właściwie zarządzany i będą w nim uczestniczyć małe, niezależne firmy. Obecnie rozwinięcie sieci tramwajów znajduje się w strategii rozwoju miasta na lata 2018-2030.